# Xã Sioux, Quận Plymouth, Iowa
Xã Sioux (tiếng Anh: Sioux Township) là một xã thuộc quận Plymouth, tiểu bang Iowa, Hoa Kỳ. Năm 2010, dân số của xã này là 298 người.